# Cassique du Para
Psarocolius bifasciatus
Espèce
Statut de conservation UICN

 LC  : Préoccupation mineure
Synonymes
Gymnostinops bifasciatus
Le Cassique du Para (Psarocolius bifasciatus) ou Cassique de l'Amazone, est une espèce de passereau de la famille des Icteridae. Elle regroupe trois sous-espèces dont une est considérée comme une espèce distincte par certains auteurs. La sous-espèce Psarocolius bifasciatus bifasciatus, la sous-espèce type, qui se retrouve dans l’est du Brésil, donne son nom à l'espèce. La sous-espèce Psarocolius bifasciatus yuracares, qui se retrouve à partir du centre du Brésil et plus à l’ouest, porte le nom de Cassique bicolore lorsqu’elle est classée au rang d’espèce. La sous-espèce Psarocolius bifasciatus neivae, est vue comme un hybride des deux premières. Sa distribution est intercalée entre celles des deux autres sous-espèces.

## Systématique
Trois sous-espèces sont reconnues :
- P. b. bifasciatus (Spix, 1824) ;
- P. b. neivae (E. Snethlage, 1925) ;
- P. b. yuracares (Orbigny & Lafresnaye, 1838).

## Distribution

P. b. yuracares
P. b. neivae
P. b. bifasciatus

Le Cassique du Para se retrouve dans Amazonie brésilienne au sud de l’Amazone, au nord de la Bolivie, dans l’ouest du Pérou et de l’Équateur, dans la moitié sud-est de la Colombie et au Venezuela. P. b. bifasciatus se retrouve dans l’extrême est du Brésil, à l’embouchure de l’Amazone. P. b. neivae s’observe plus à l’ouest jusqu’au Rio Tapajós environ. P. b. yuracares occupe le reste de la distribution.

## Habitat
P. b. yuracares habite les forêts tropicales de la terra firme dans les basse-terres. Contrairement à P. b. bifasciatus, il évite les varzeas.

## Comportement
Le Cassique du Para s’observe généralement seul ou en petit groupe, se nourrissant dans la canopée, parfois en compagnie d’autres espèces comme le Cassique vert. Le Cassique du Para est polygyne.